# Dobjoi (sockenhuvudort i Kina, Tibet Autonomous Region, lat 29,53, long 89,06)
Dobjoi (kinesiska: Duojiao, 多角, 多角乡) är en sockenhuvudort i Kina. Den ligger i den autonoma regionen Tibet, i den sydvästra delen av landet, omkring 200 kilometer väster om regionhuvudstaden Lhasa. Antalet invånare är 4 860. Befolkningen består av 2 311 kvinnor och 2 549 män. Barn under 15 år utgör 26,0 %, vuxna 15-64 år 68 %, och äldre över 65 år 5,0 %.
Runt Dobjoi är det glesbefolkat, med 8 invånare per kvadratkilometer. Närmaste större samhälle är Renwu, 9,6 km nordväst om Dobjoi. Trakten runt Dobjoi består i huvudsak av gräsmarker.
Genomsnittlig årsnederbörd är 600 millimeter. Den regnigaste månaden är juli, med i genomsnitt 201 mm nederbörd, och den torraste är januari, med 2 mm nederbörd.